# Liste der Naturdenkmale in Oberried (Breisgau)
| Naturdenkmale | Anzahl |
| ------------- | ------ |
| FND           | 1      |
| END           | 7      |
| Gesamt        | 8      |

Die Liste der Naturdenkmale in Oberried nennt die verordneten Naturdenkmale (ND) der im baden-württembergischen Landkreis Breisgau-Hochschwarzwald liegenden Gemeinde Oberried. In Oberried gibt es insgesamt acht als Naturdenkmal geschützte Objekte, davon ein flächenhaftes Naturdenkmal (FND) und sieben Einzelgebilde-Naturdenkmale (END).
Stand: 1. November 2016.

## Flächenhafte Naturdenkmale (FND)
| Name                     | Bild | Kennung     | Einzelheiten | Position | Fläche Hektar | Datum         |
| ------------------------ | ---- | ----------- | ------------ | -------- | ------------- | ------------- |
| Felspartie Maienstein    | BW   | 83150840001 | Oberried     | ⊙        | 0,4           | 15. Apr. 1964 |
| Legende für Naturdenkmal |      |             |              |          |               |               |

## Einzelgebilde (END)
| Name                     | Bild | Kennung     | Einzelheiten | Position | Fläche Hektar | Datum         |
| ------------------------ | ---- | ----------- | ------------ | -------- | ------------- | ------------- |
| 1 Bergahorn              | BW   | 83150840007 | Oberried     | ⊙        | 0,0           | 15. Apr. 1964 |
| 1 Sommerlinde            | BW   | 83150840002 | Oberried     | ⊙        | 0,0           | 15. Apr. 1964 |
| 1 Sommerlinde            | BW   | 83150840003 | Oberried     | ⊙        | 0,0           | 15. Apr. 1964 |
| 1 Sommerlinde            | BW   | 83150840009 | Oberried     | ⊙        | 0,0           | 15. Apr. 1964 |
| 1 Sommerlinde            | BW   | 83150840010 | Oberried     | ⊙        | 0,0           | 15. Apr. 1964 |
| 1 Sommerlinde            | BW   | 83150840011 | Oberried     | ⊙        | 0,0           | 15. Apr. 1964 |
| 4 Fichten                | BW   | 83150840004 | Oberried     | ⊙        | 0,0           | 15. Apr. 1964 |
| Legende für Naturdenkmal |      |             |              |          |               |               |